# Diabolique
Diabolique — шведський дум-метал/готик-рок гурт, утворений у 1995 році колишніми учасниками гурту Liers in Wait Крістіаном Волином і Йоханом Остерберґом. Назва походить від французького фільму жахів Les Diabolique. [Архівовано 8 серпня 2020 у Wayback Machine.]

## Історія
Спочатку басистом гурту був Альф Свенссон, а ударником Даніель Свенссон, замість якого незабаром з'явився Даніель Ерландссон. Але в травні-червні 1996 року їх змінили Біно Карлссон і Ганс Нільссон.
У липні цього ж року записується 5 треків на студії Los Angered Recordings, які через два роки вийшли на EP «The Diabolique» на лейблі Black Sun Records. У 1997 році виходить дебютний альбом «Wedding the Grotesque», який отримав не найкращі відгуки, хоча продавався досить непогано.
Незабаром було написано близько 25 пісень, 11 з яких увійшли на наступний альбом «The Black Flower», який вийшов в січні 1999 року на Black Sun Records.
Коли гурт почав працювати над новим матеріалом, вона уклала контракт з іншим лейблом — Necropolis Records. На ньому були записані EP «Butterflies», який вийшов у 2000 році, і третій альбом гурту «The Green Goddess», 2001 року. Після цього гурт фактично взяв перерву.
Два основні учасники гурту, Крістіан і Йоган, повідомили у 2007 році, що готові випустити новий альбом наступного року. Потім випуск альбому переносився на 2009, на 2010 рік, але станом на липень 2020 року альбом так і не вийшов.

## Музичний стиль
На першому альбомі гурт грав дум-метал, але вже з другого альбому музичний стиль змінився до готик-рока, який поєднує в собі психоделію шістдесятих, аранжування сімдесятих та меланхолію в дусі вісімдесятих.
На творчість гурту сильно вплинули The Sisters of Mercy, Black Sabbath, та Fields of the Nephilim, за звучанням Diabolique нагадує Charon, Tiamat, Moonspell, та Type O Negative.

## Цікаві факти
Один з засновників гурту Крістіан Волін, відомий також як Necrolord, також є відомим художником та дизайнером музичних обкладинок. Серед його робіт обкладинки таких гуртів як At the Gates, Bathory, Cemetary, Crown of Thorns, Crystal Eyes, Dark Funeral, Dissection, Ensiferum, King Diamond, Memento Mori, Nokturnal Mortum, Therion, Tiamat тощо.
У 2011 році в Києві у галереї «Райдуга» проходила ексклюзивна виставка картин Крістіана Воліна.
Також у 2015 році Крістіан записав вокал для кавера «Nights in White Satin» українського гурту Nokturnal Mortum, якій увійшов до їхнього альбому «Голос сталі».

## Дискографія
- «Wedding the Grotesque» (1997)
- «The Diabolique» (EP, 1998)
- «The Black Flower» (1999)
- «Butterflies» (EP, 2000)
- «The Green Goddess» (2001)
- «The Black Sun Collection» (компіляція, 2005)[6][7]

## Склад

#### Поточний склад
- Крістіан Волін — вокал, гітара (з 1995)
- Йоган Остерберґ — гітара (з 1995)
- Біно Карлссон — бас (з 1996)
- Ганс Нільссон — ударні (з 1996)[8][9]

#### Колишні учасники
- Альф Свенссон — бас (1995)
- Даніель Ерландссон — ударні (1995)
- Даніель Свенссон — ударні (1995—1996)